# マリア島
マライア島（英語：Maria Island, アボリジニ語：Toarra-Marra-Monah） は、タスマニア州（オーストラリア）東沖 4 キロメートル（最も近い Point Lesueur の地点）に位置する島。全域は国立公園に指定されている。
- 座標：42°38′00″S, 148°05′00″E
- 面積：115.50 平方キロメートル
- 南北長：20 キロメートル
- 東西幅：13 キロメートル

1642年、オランダ人探検家、アベル・タスマンはオランダ東インド会社バタヴィア総督、アントニオ・ヴァン・ディーメンの妻 Maria van Diemen (nee van Aelst) の名に因んでマライア島と命名。（オランダ語の為にマリアではなく、マライアと呼ぶ。）
アボリジニによる元々の名前は Toarra-Marra-Monah である。
この島は、イギリスによる植民地統治時代に、流刑地として活用されていた。島には、ウォンバットが100頭程度生息している。